# バーナード・リーチ

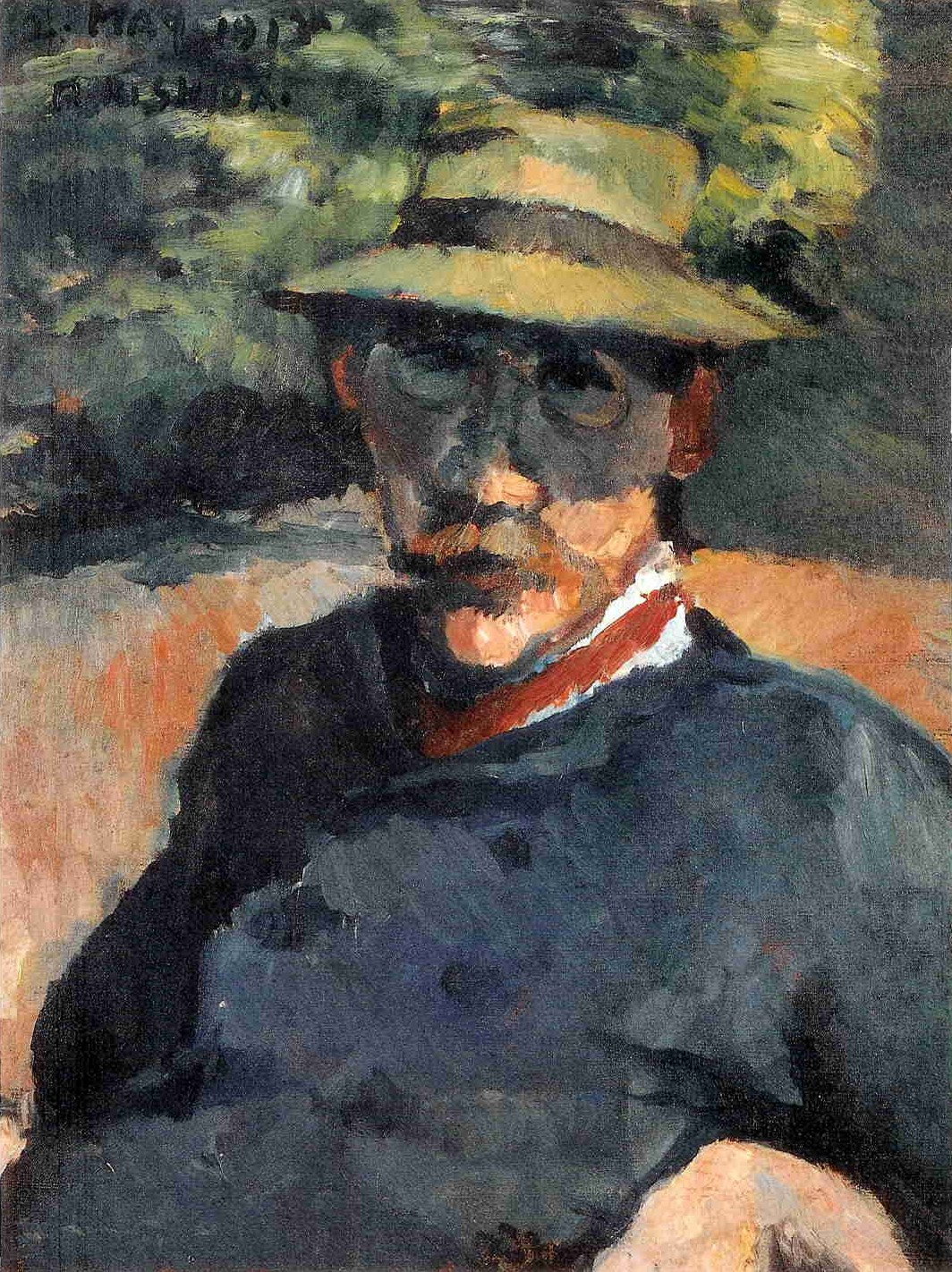
バーナード・リーチ
(画) 岸田劉生

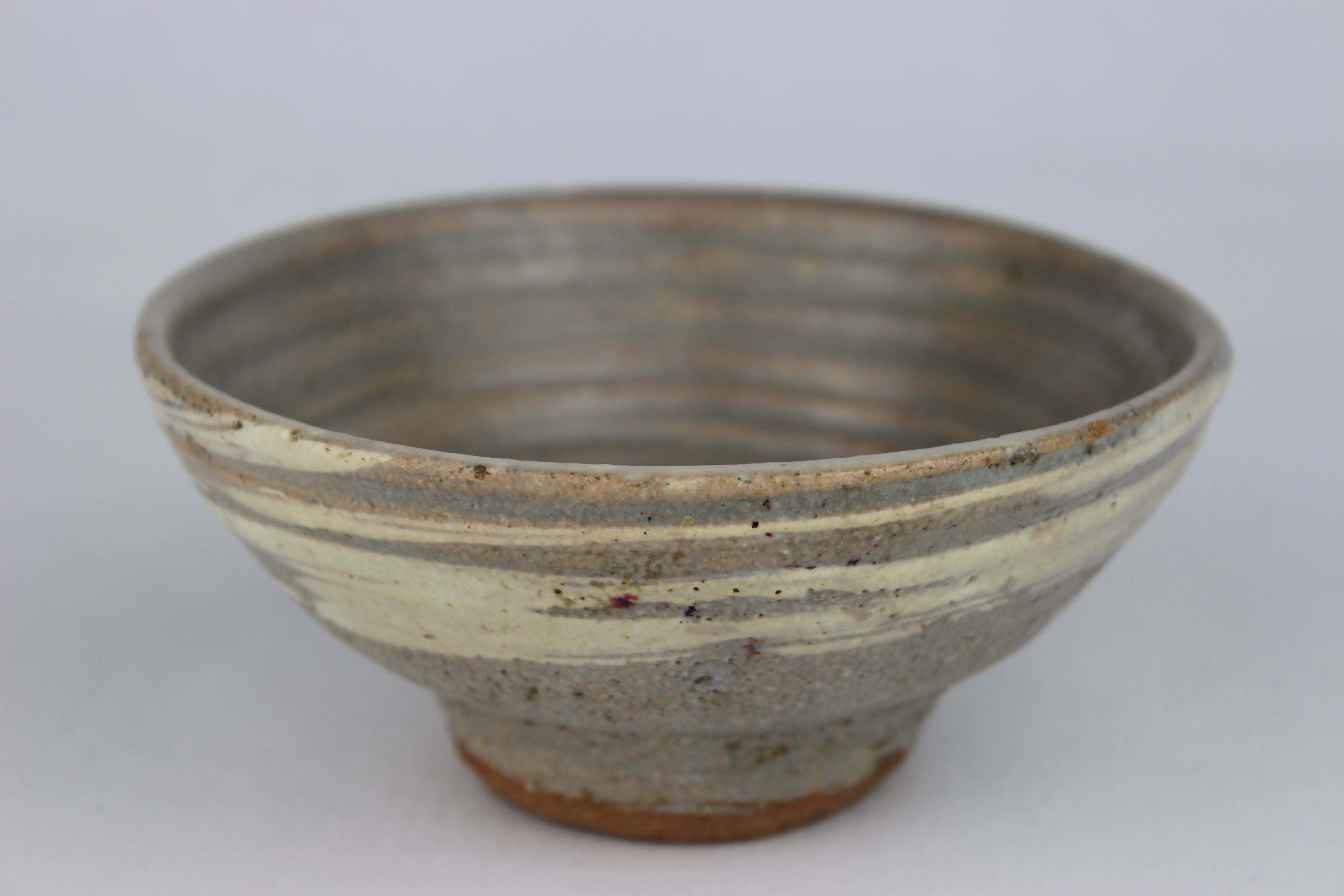
リーチ作の陶器

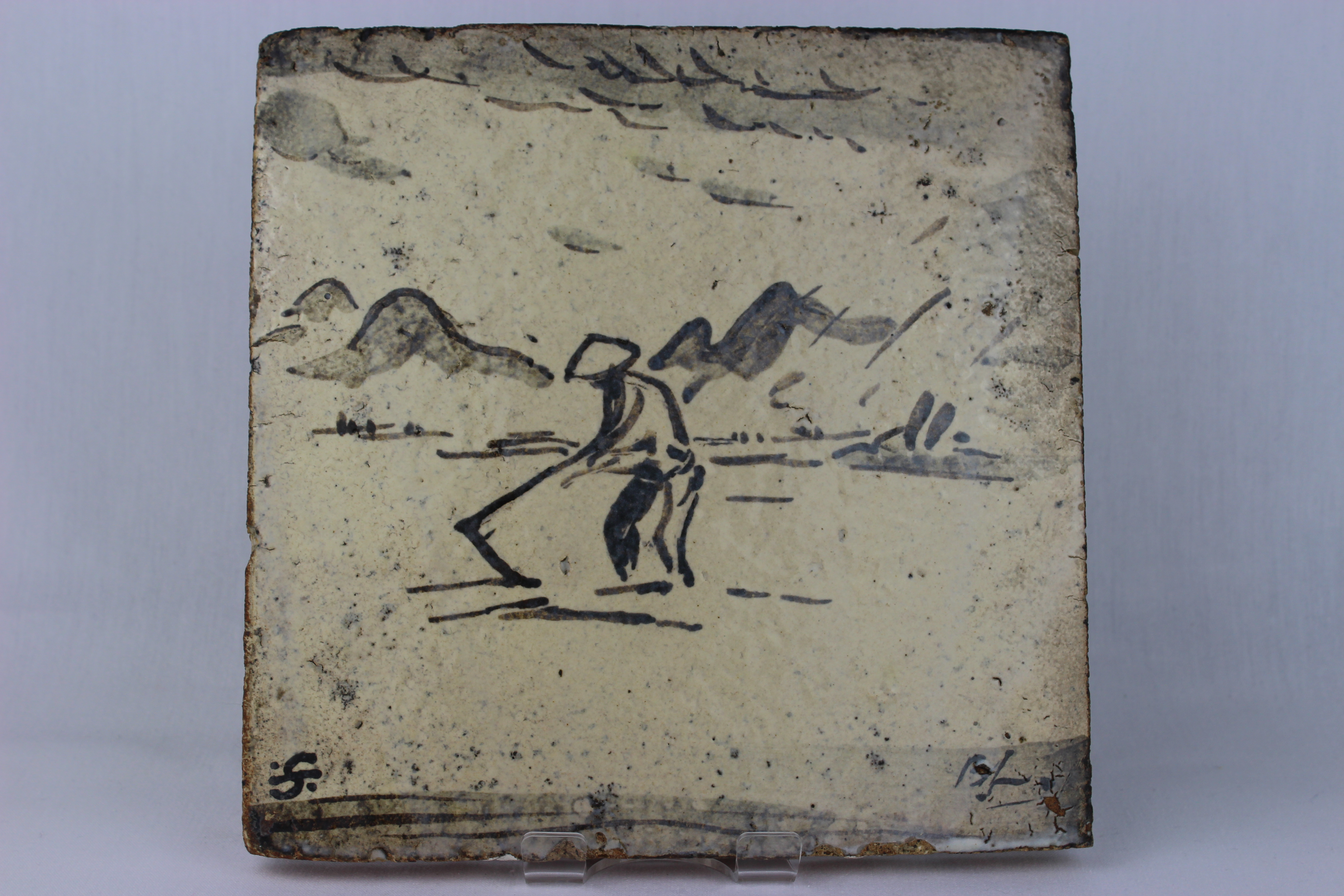
陶板

バーナード・リーチ（Bernard Howell Leach, CH CBE、1887年1月5日 - 1979年5月6日）は、イギリス人の陶芸家であり、画家、デザイナーとしても知られる。日本をたびたび訪問し、白樺派や民芸運動にも関わりが深い。日本民藝館の設立にあたり、柳宗悦に協力した。

## 経歴

### 幼少期から学生時代
リーチは1887年（明治20年）、植民地官僚だったイギリス人の父とイギリス人の母の間に香港で生まれた。リーチの母は出産で死去したため、日本にいた母方の祖父に引き取られ、関西に住んだ。リーチの祖父は京都の第三高等中学校や彦根中学校で英語教師をしていた。来日から4年後、植民地官僚であった父の再婚にともない香港に戻ったが、1895年に父の転勤にともないシンガポールへ移った。1897年、教育を受けるためにイギリス本土に戻った。
1903年、芸術家を志してスレード美術学校（ユニヴァーシティ・カレッジ・ロンドン付属）に入学するが、翌年父が死去したため銀行員となり1907年からロンドンの美術学校でエッチングの技法を学んだ。その際にロンドン留学中の高村光太郎と知り合いになり共感、日本に郷愁を抱くようになった。

### 再来日
1909年（明治42年）、日本に渡って東京・上野に居を構えた。リーチは生涯の友となる柳宗悦をはじめとする白樺派の青年達と知り合いになり、1917年には彼らの本拠であった我孫子にて版画指導を行った。加えて、イギリスで興っていたウィリアム・モリスらのアーツ・アンド・クラフツ運動など西洋芸術についての議論を通して手仕事の復権や日用品と美の問題などを語り合った。
リーチは富本憲吉とも知り合い、富本とともに訪れた上野の博覧会会場で楽焼に絵付けを始めたことをきっかけに茶道や茶道具に惹かれた。リーチは1912年に6代尾形乾山に陶芸を学び、中国から戻った1917年、リーチは我孫子の柳の自宅に窯を開いて陶芸家としての一歩を踏み出した。後に7代乾山の名を免許された。またこの頃、リーチたちのもとを訪れた陶芸家の濱田庄司と友人になり、1920年に濱田とともにイギリスのセント・アイヴスで日本の伝統的な登り窯を開き、1922年には「リーチ・ポタリー」という名の窯を開いた。リーチらは、セント・アイヴスで西洋と東洋の美や哲学を融合させた陶磁器を作り、朝鮮や日本、中国の日用陶器に注目したほか、スリップウェアや塩釉といったイギリスやドイツの忘れられつつあった伝統的な日用陶器にも着目してその技法をマスターした。
リーチらは陶磁器を芸術、哲学、デザイン、工芸、そして偉大な生活様式の融合したものと見ていたが、当時の西洋では陶芸は一段低い芸術と考えられており、彼らの作品を当時の洗練された工業製品に比べて粗野で下手なものとみなした。このため、リーチはイギリスでの陶芸全般の評価に失望し、1934年に再び来日し、日本民藝館設立を目指していた柳宗悦に協力した。イギリスに戻って1940年に出版した『A Potter's Book』（陶工の書）はリーチの職人としての哲学や技術、芸術家としての思想を表明した本で、これが後にリーチの名を知らしめるもとになった。

### 戦後
1952年5月から長期の欧州旅行中の柳宗悦・濱田庄司と再会、帰途同行し1953年2月に再来日した。
リーチは実用より美学的関心を優先させた純粋芸術としての陶芸に対し、実用的な日用陶器を作ることを擁護した。リーチは陶磁器に重要なのは絵画的な絵柄でも彫刻的な装飾でもなく、日用品としての用を満たす器の形状や触覚だと考えた。このため、リーチの制作スタイルは1950年代から1960年代のミッドセンチュリーのアメリカでカウンターカルチャーやモダニズム・デザインに大きな影響を及ぼした。リーチは近代的で協同組合的なワークショップを運営して、一般大衆向けの手作り陶磁器のラインナップを制作することを切望していた。世界中からリーチ・ポタリーに陶芸家が弟子にやってきて、リーチの様式と信念を世界に広げていった。
例えば、カナダから来た見習い陶芸家達は1970年代にかけてバンクーバーを中心としたカナダ西海岸に活発な陶芸シーンを形成した。アメリカ人の弟子たちの中にはウォレン・マッケンジー（Warren MacKenzie、マッケンジー自身もミネソタ大学で多くの後進の陶芸家に影響を与えた。）やバイロン・テンプル（Byron Temple）、クラリー・イリアン（Clary Illian）、ジェフ・ウェストリッチ（Jeff Oestrich）といった陶芸家がいる。ニュージーランドの陶芸の第一人者レン・キャッスル（Len Castle）も1950年代半ばにイギリスへ旅しリーチと働いて大きな影響を受けた。また、長年リーチの助手だったマイケル・カーデューやオーストリアで陶芸を修めた後にナチスから逃れてイギリスに渡りリーチの影響を受けたルーシー・リーらは、リーチと協力しあるいは競いながらイギリス陶芸の地位向上に努めた。なお、たびたび来日し各地で作陶したほか『Unknown Craftsman』（知られざる職人）などの書を通して民芸運動やその関連作家をイギリスに紹介し、展覧会も開きその理論を解説した。
リーチは1940年、アメリカ人の画家・マーク・トビーとの交友を通じバハイ教に入信していた。1954年、イスラエルのハイファにある寺院を巡礼に訪れたリーチは、「東洋と西洋をより一つにするため東洋に戻り、バハーイ教徒として、またアーティストとして私の仕事により正直になろうと努力したいと思います」との感を強くしたという。
リーチは1972年まで制作を続け、なお世界を旅して回ることをやめようとしなかった。また、リーチは視力を失っても陶芸に関する著述をやめなかったという。1977年、ロンドンのヴィクトリア&アルバート美術館はリーチの大規模回顧展を開いたが、リーチはその2年後の1979年にセント・アイブスで死去した。

### 死後の顕彰、関連展示
リーチ工房(リーチ・ポタリー)は今なおセント・アイヴスに残り、リーチやその関係者たちの作品を展示する美術館を併設している。

## 受賞・栄典
- 1963年：大英帝国勲章（Order of CBE）を受章。
- 1974年：国際交流基金賞を受賞。

## 交遊
- トーマス・トフト
- ラルフ・シンプソン
- 長谷川潔：日本の版画家。1914年（大正3年）来日時に銅版画技法を伝授。